# رقص اوچ نومره. دورد نومره. بش نومره. آلتی نومره
رقص اوچ نومره. دورد نومره. بش نومره. آلتی نومره (به ترکی آذربایجانی: Avarı) (به انگلیسی: Ouch noumra, dourd noumra, besh noumra, alti noumra) از جمله رقص‌های فولکلوریک قدیمی اهالی آذربایجان است.
همه اینها ملودیهای رقص هستند که در نیمه دوم سالهای 1920 در باکو پا به عرصه ظهور نهاده است. این رقصها به‌ویژه "بش نومره" و "آلتی نومره" هنوز هم مشهورند. رقصهای "اوچ نومره" و "بش نومره" را که تمپو آهسته و ملودی حزین دارند خانمها اجرا می‌کنند. "دورد نومره" و "آلتی نومره" نیز تمپو نسبتا سریعی دارند و رقصهای سلیسی است که هم توسط مردان و هم توسط زنان رقصیده می‌شود. 

## منبع
- آذربایجان و رقص‌های دنیا[پیوند مرده]
- ویکی‌پدیای انگلیسی